# 博隆加维克
博隆加维克（冰島語發音：[ˈpɔːluŋkarˌviːk]，当地为[-lʏŋk-]）是冰岛西峽灣區的市镇。市镇面积为108平方公里，2023年时人口数量为997人。博隆加维克距伊萨菲厄泽大约14公里，距离首都雷克雅未克473公里。
这里有冰岛最古老的捕鱼哨所，位置接近丰富的渔场。安静的乡村吸引一些游客，主要是在夏季。镇上有一个露营地点，一个室内游泳池和水上滑梯，一个国家历史博物馆和一个露天钓鱼博物馆。在博隆加维克可以徒步旅行、骑马和观鸟。镇子上的人有几个公寓出租，所有基本设施完善，如银行、邮局、一个酒吧、一个甜品店、医疗保健中心、幼儿园、中学和社区中心。
Dagur Kári所拍摄的电影《Nói Albínói》，地点就在博隆加维克，内容关于青少年在冰岛一个偏远的村庄生活。

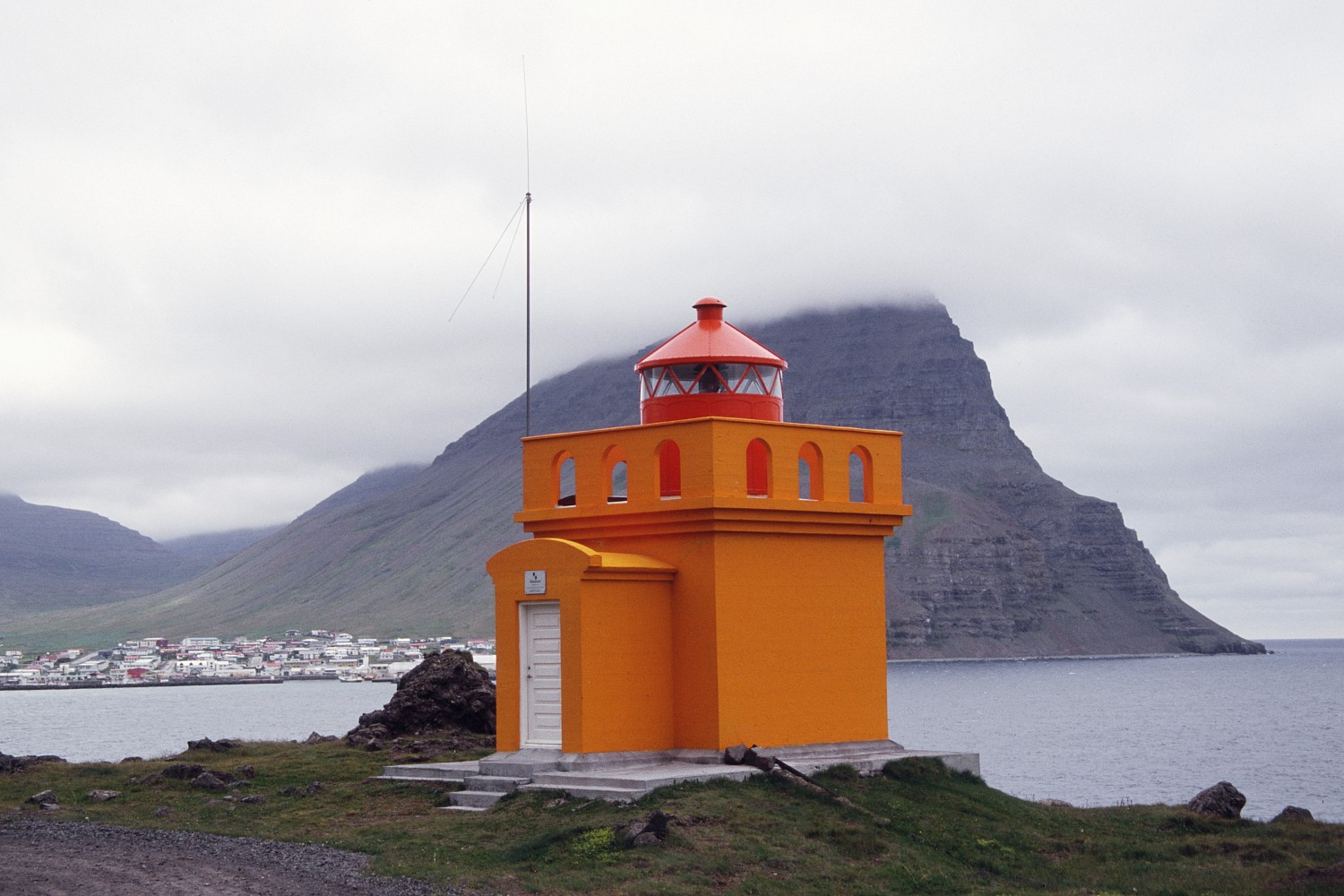
博隆加维克Óshólaviti灯塔
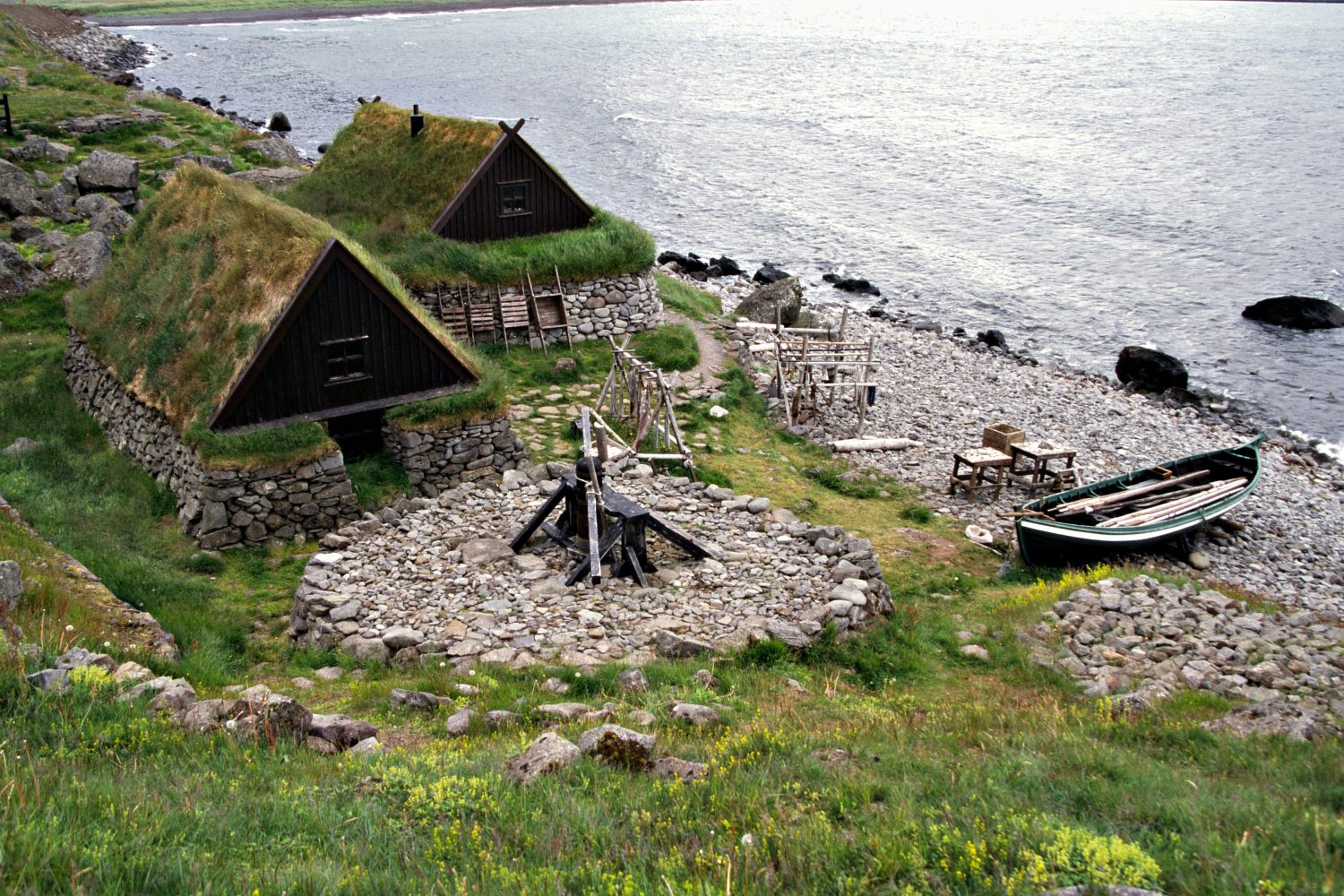
古代渔家博物馆Ósvör
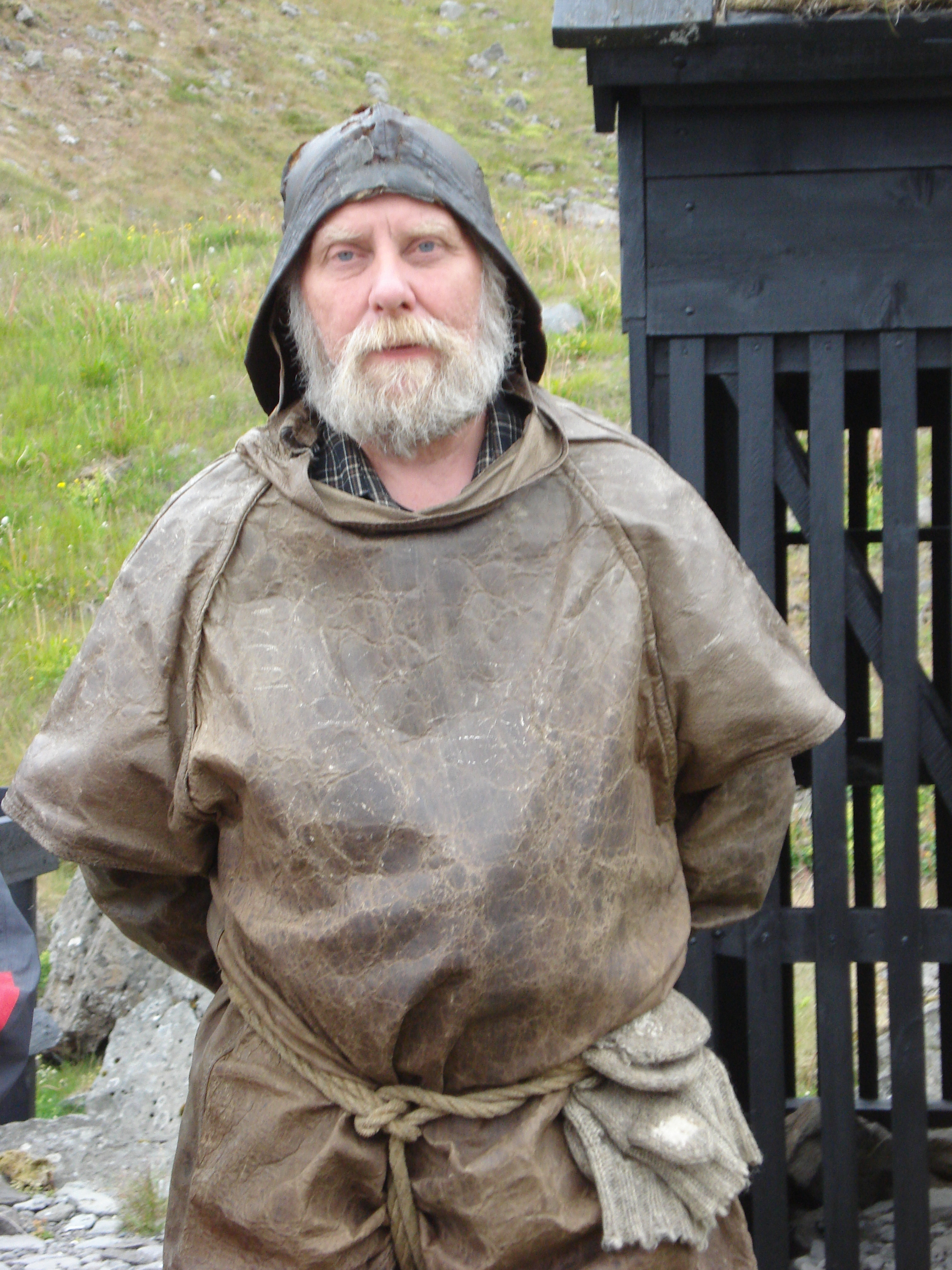
博隆加维克渔夫